# سقوط بابل

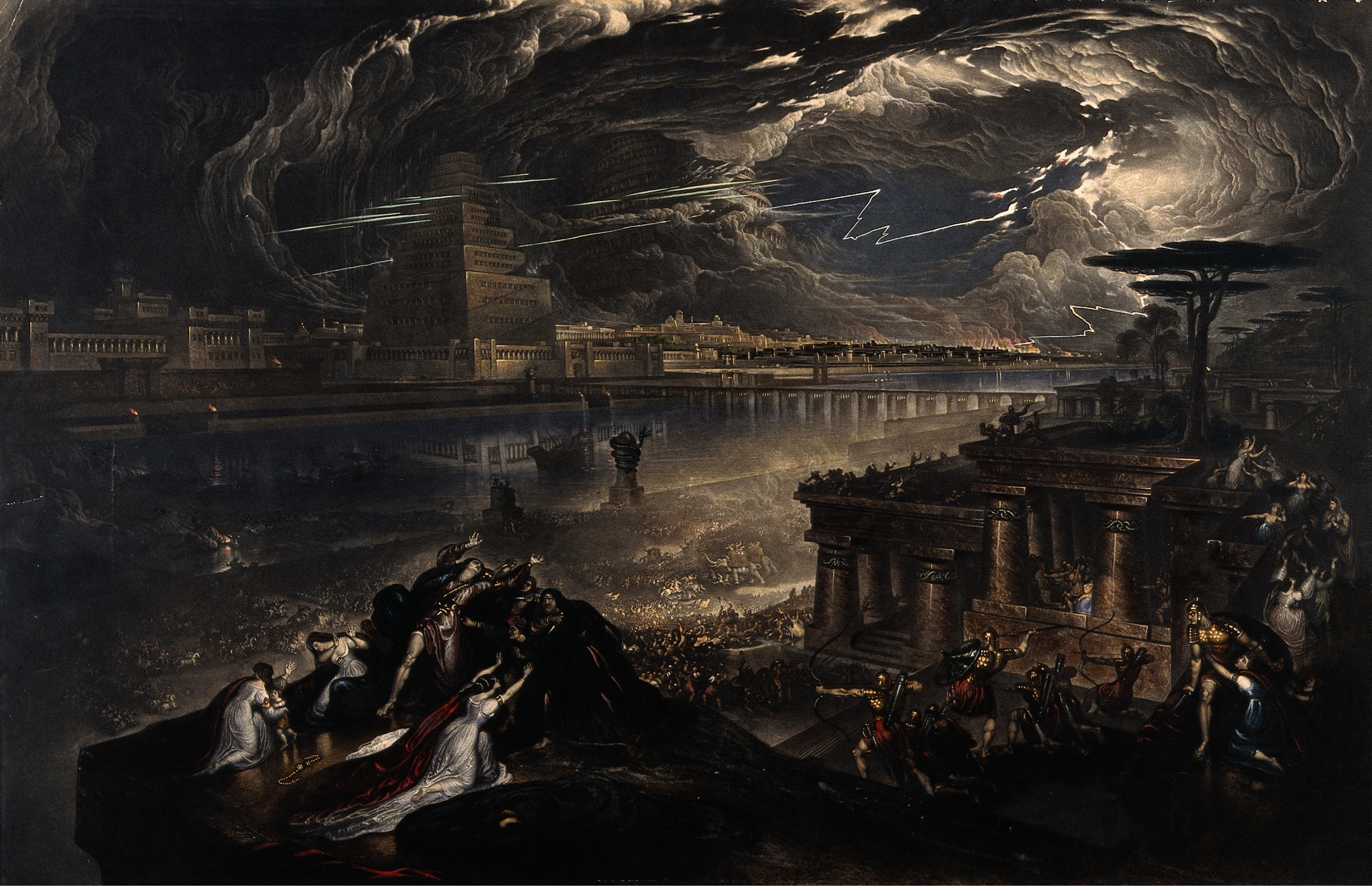
سُقوط بابل، بريشة جون مارتن 1819.

سُقوط بابل، هو نهاية الإمبراطورية البابلية الحديثة بعد أن غزتها الإمبراطورية الأخمينية في عام 539 قبل الميلاد.
أعتلى نابونيد (556-539 قبل الميلاد)، ابن الكاهنة الآشورية اداد-هابي العرش عام 556 قبل الميلاد، بعد الإطاحة بالملك الشاب لاباشي مردوك. عهد نبو نيد لفترات طويلة بالحكم لابنه، الأمير والمشارك بالحكم بلشاصر، الذي كان جنديا بارعًا، ولكن سياسيا ضعيفًا. جعله ذلك غير محبوب إلى حد ما من قبل الكثير من رعاياه، وخاصة الكهنوت والطبقة العسكرية. إلى الشرق، كانت الإمبراطورية الأخمينية تزداد قوة. في عام 539 قبل الميلاد، قام كورش الكبير بغزو لبابلية، وحولها إلى ولاية تابعة للإمبراطورية الأخمينية. زعم كورش بعد ذلك أنه الوريث الشرعي للملوك البابليين القدماء وأصبح يتمتع بشعبية في بابل نفسها، على عكس نابونيد.

## الظروف
كان هناك عدد من العوامل التي من شأنها أن تؤدي في النهاية إلى سقوط بابل. أصبح سكان بابل مضطربين ومستائين بشكل متزايد في عهد نابونيد، وكره كهنة مردوخ نابونيدو بسبب قمعه لعبادة مردوخ وإعلائه من شأن عبادة إله القمر سين. وأثار مشاعر الناس ضده بمحاولته مركزة الدين البابلي في معبد مردوخ ببابل، وبالتالي عزل الكهنة المحليين. احتقره الحزب العسكري أيضًا بسبب ولعه بالأشياء العتيقة. إذ بدا أنه ترك الدفاع عن مملكته لبلشاصر (وهو جندي قادر ولكن دبلوماسي فاشل قام بإزاحة النخبة السياسية)، في أثناء انشغاله بالعمل الأكثر ملاءمة، مثل حفر كتابات أساست المعابد وكشف وتحديد تواريخ بنائها. كما أمضى بعض الوقت خارج بابل، حيث قام بإعادة بناء المعابد في مدينة حران الآشورية، وكذلك بين رعاياه العرب في الصحاري جنوب بلاد ما بين النهرين. من المرجح أن يكون التراث الآشوري عن نابونيد وبلشاصر قد زاد الاستياء منهما. بالإضافة إلى ذلك، كانت قوة بلاد ما بين النهرين تتركز عادة في ولاية آشور القتالية. كانت بابل دائمًا أكثر عرضة للخضوع والغزو من قبل جارتها الشمالية، وبدون قوة آشور لإبقاء القوى الأجنبية تحت السيطرة، كانت بابل جوهريًا مكشوفة.

## الاستعدادات
في السنة السادسة من نابونيد (550/549 قبل الميلاد)، ثار كورش الكبير، ملك أنشان الأخميني في عيلام، ضد استياغيس، ملك ميديا، في إكباتانا. خان الجيش استياغيس وسلمه لعدوه كورش، الذي نصب نفسه في إكباتانا، وبالتالي وضع حد للإمبراطورية الميدية الضخمة، وجعل الجماعة الفارسية هي المهيمنة بين الشعوب الإيرانية. بعد ثلاث سنوات أصبح كورش ملكًا لكل بلاد فارس، وشارك في حملة لإخماد تمرد بين الآشوريين. في هذه الأثناء، انتجع نابونيد في صحراء في مستعمرة له في شبه الجزيرة العربية، بالقرب من الحدود الجنوبية لمملكته، تاركًا ابنه بلشاصر في قيادة الجيش.

## الغَزو

غَزو كورش الكبير للإمبراطورية البابلية الحديثة، أوبَيس وسَيبار وَمن ثُمَ بابِل.

في 539 قبل الميلاد، غزى كورش الكبير بابل. محاولة إعادة بناء تاريخية لسقوط بابل على يد الفرس تشكل مشكلة بسبب التناقضات بين وثائق المصادر المختلفة. تصف كلا من سجلات بابل واسطوانة كورش بابل التي تم أخذها «بدون معركة»، في حين أن المؤرخين اليونانيين هيرودوت وكسينوفون يذكران أن المدينة كانت محاصرة. ويشير كتاب دانيال إلى أن بابل قد أحتلت في ليلة واحدة وأن بلشاصر قُتل.
فحسب أحد الأخبار، جرت معركة في أوبيس في شهر حزيران/يونيو، هزم فيها البابليون؛ وبعد ذلك مباشرة استسلمت سيبار للغزاة. هرب نابونيد إلى بابل، وتعقبته القائد جوبارو من القوات الفارسية، وفي اليوم السادس عشر من تموز، بعد يومين من إحكام الفبضة على سيبار، «دخل جنود كورش بابل دون قتال». والقي القبض على نابونيد وسحب من مخبأه، واستمرت الحياة بشكل طبيعي والخدمات دون انقطاع. لم يصل كورش حتى الثالث من تشرين الأول/أكتوبر، بعد أن تصرف القائد جوبارو نيابة عنه في غيابه. أصبح غوبريس الآن حاكماً لمحافظة بابل، وبعد أيام قليلة توفي بلشاصر بن نابونيد في المعركة. وتبع ذلك الحداد العام، واستمر ستة أيام، ورافق ابن كورش قامبيز الثاني رفاته إلى القبر.
في خبر آخر أعيد بناؤه، أرسل نابونيد ابنه بلشاصر لصد الجيش الفارسي الضخم، ولكنه تجاوز بالفعل عددًا كبيرًا. تعرض بلشاصر للخيانة من قبل غوبريس، والي آشور، الذي نقل قواته إلى الجانب الفارسي. كانت القوات البابلية غارقة في معركة أوبيس. هرب نابونيد إلى بورسيبا، وفي 12 تشرين الأول/أكتوبر، بعد أن حول مهندسو كورش مياه الفرات، «دخل جنود كورش بابل دون قتال». في كسينوفون يرد أن بلشاصر قُتل، لكن روايته ليست موثوقة هنا. استسلم نابونيد وتم ترحيله. وُضع حراس غوتيين على أبواب معبد بل الكبير، حيث استمرت الخدمات دون انقطاع. لم يصل كورش حتى 3 تشرين الأول/أكتوبر، حيث تصرف غوبريس من أجله في غيابه. أصبح غوبريس الآن حاكم ولاية بابل.

## استيعاب

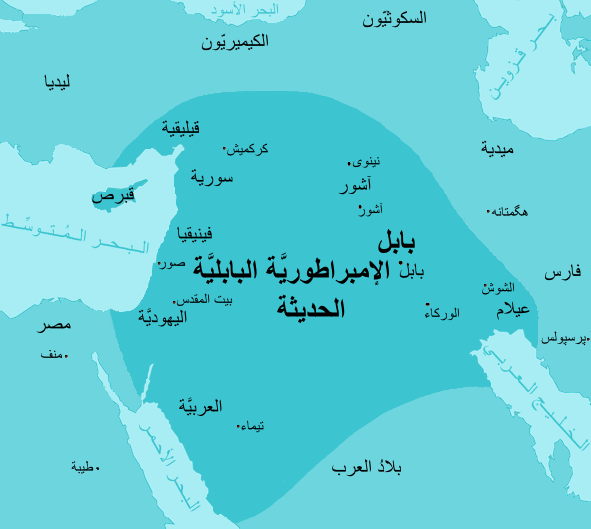
الإمبراطورية البابلية الجديدة

أصبحت بابل، مثل آشور، مستعمرة أخمينية فارسة في عام 539 قبل الميلاد.
كان غزو كورش لبابل أسهل بسبب وجود حزب الساخطين في الدولة، وكذلك من خلال وجود الموطنيين الأجانب مثل اليهود، الذين تم توطينهم في وسط البلاد. كان أحد أول أعمال كورش وفقًا لذلك هو السماح لهؤلاء الموطنيين بالعودة إلى ديارهم، يحملون معهم تصويرات آلهتهم وأوانيهم المقدسة. وكان الإذن بالعودة قد صدر بإعلان ملكي، حاول الفاتح فيه تسويغ ادعائه بالعرش البابلي. يقال أن اليهود في البداية استقبلوا الفرس كمحررين. وفقا لرواية الكتاب المقدس، أعاد كورش المنفيين اليهود إلى إسرائيل من الأسر البابلي. على الرغم من أن اليهود لم يتمردوا أبداً ضد الاحتلال الفارسي، إلا أنهم لم يكونوا راضين في ظل فترة داريوس الأول التي عززت حكمه، وتحت حكم أرتحششتا الأول، ولكن دون حمل السلاح، أو الأعمال الانتقامية التي كانت تفرض من الحكومة الفارسية.
كانت المشاعر بين البابليين لا تزال قوية أن أحداً لم يكن له الحق في الحكم على المنطقة حتى يكرس رسميًا من قبل الإله بل وكهنته. وبناءً على ذلك، تولى قوروش من الآن فصاعداً اللقب الإمبراطوري «ملك بابل». زعم قوروش أنه الخليفة الشرعي للملوك البابليين والمنتقم للإله بل-مردوخ، وصوّر نفسه على أنه المخلص الذي اختاره مردوخ لاستعادة النظام والعدالة. افترض كهنة مردوخ أن كورش كان غاضبًا من معصية نابونيد الذي نقل تماثيل الآلهة المحلية من مقامات أجدادهم إلى عاصمته الرسمية بابل. قبل عام من وفاة كورش، في عام 529 قبل الميلاد، رفّع ابنه قامبيز الثاني في الحكومة، جاعلًا أيه ملكًا لبابل، بينما احتفظ لنفسه بلقب أكمل «ملك الأقاليم (الأخرى)» للإمبراطورية. فقط عندما اكتسبمباشرة دارا الأول العرش الفارسي وحكمه كممثل للديانة الزرادشتية، تم كسر التقليد القديم، ولم يعد من المعترف به أن إضفاء الشرعية على حكام المنطقة يُطلب من بابل.
بعد استيلاء دارا الأول على فارس مباشرة، استعادت بابل لفترة وجيزة استقلالها في عهد حاكم محلي، نيدنتا بل Nidinta-Bel، الذي أخذ اسم نبوخذ نصر الثالث. زعم أنه حكم من تشرين الأول/أكتوبر 521 قبل الميلاد إلى آب/أغسطس 520 قبل الميلاد، عندما أخذها الفرس بهجوم عاصف، وخلال هذه الفترة تمردت آشور في الشمال. بعد بضع سنوات، في عام 514 قبل الميلاد، ثارت بابل مرة أخرى وأعلنت الاستقلال في عهد الملك الأرمني أراخا؛ في هذه المناسبة، بعد الاستيلاء عليها من قبل الفرس، دُمرت جدران إيساكيلا، معبد بل العظيم جزئيًا، ومع ذبك بقي مستمرا وكان مركزا للوطنية البابلية.
غزا الملك المقدوني الإسكندر الأكبر بابل في عام 331 قبل الميلاد، وتوفي هناك عام 323 قبل الميلاد. بعد عقد من الحروب بين جنرالات الإسكندر السابقين، تم استيعاب بابل وآشور في الإمبراطورية السلوقية المقدونية.
لقد تم التأكيد منذ فترة طويلة على أن تأسيس سلوقية قد حوّل السكان إلى العاصمة بلاد بابل الجديدة، وأن أنقاض المدينة القديمة أصبحت مقلعًا لبناة مقر الحكومة الجديد، ولكن نشر مؤلفات السجلات البابلية للفترة الهلنستية مؤخراً أظهرت أن الحياة الحضرية كانت لا تزال على حالها إلى حد بعيد في عصر البارثيين (150 قبل الميلاد إلى 226 قبل الميلاد). احتل الملك البارثي مهرداد الأول المنطقة وضمها للإمبراطورية أرسيكيدية في عام 150 قبل الميلاد، وأصبحت المنطقة عبارة عن ساحة معركة بين الإغريق والبارثيين.

## في التأريخ

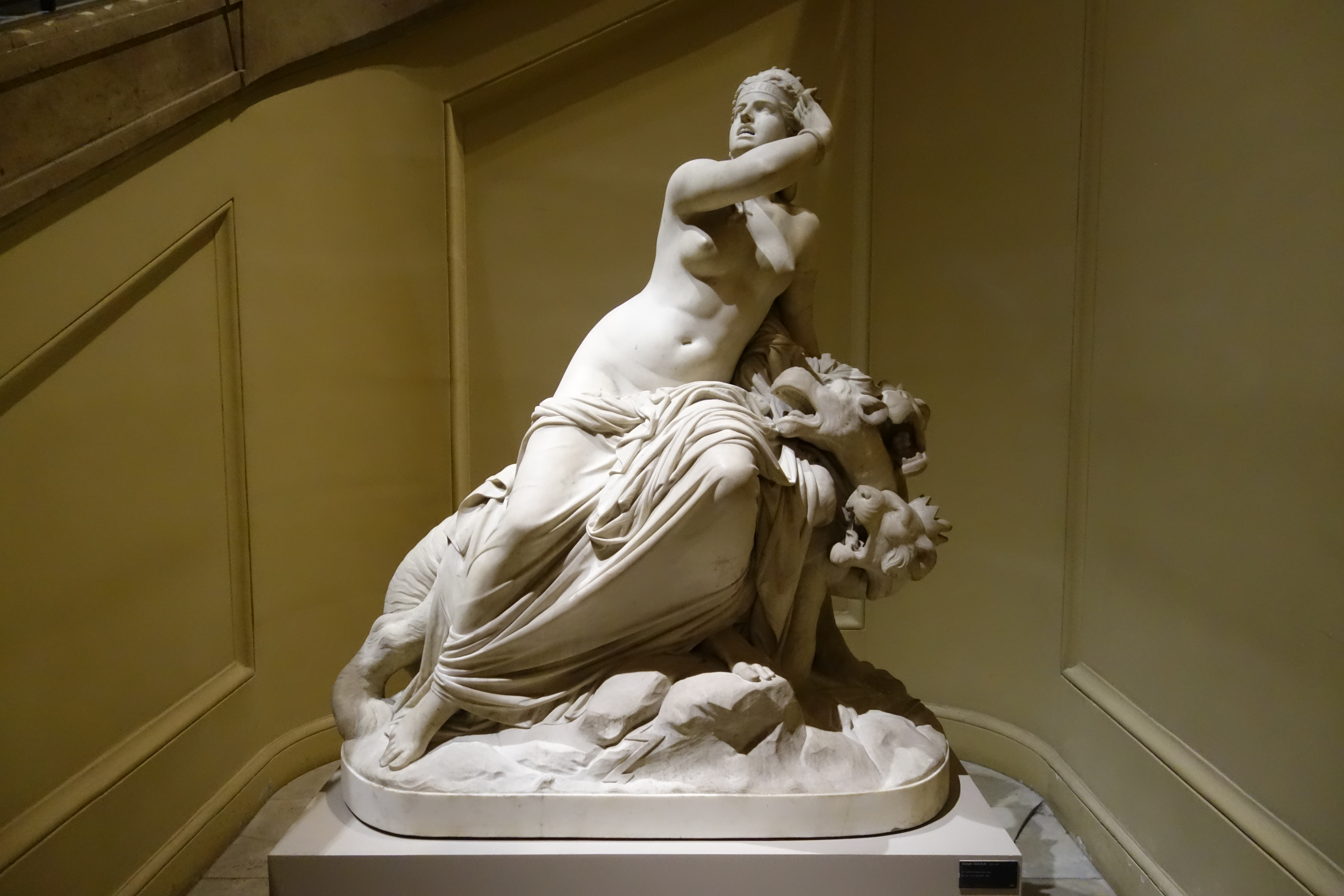
سُقوط بابل، بواسطة النَحات الفَرنسي جوزيف ديكاغو 1884.

كُتبت النصوص المسمارية - حوليات نابونيد، واسطوانة كورش، وما يسمى هجاء نبو نيد - بعد النصر الفارسي. وهي تصور الملك البابلي سلبًا وتقدم قوروش كمحرر لبابل، والمدافع عن الآلهة البابلية، وبالتالي الوريث الشرعي للعرش البابلي. تعرف المعارف الحديثة بأن اسطوانة كورش هي كتابات دعائية تهدف إلى التلاعب بالجمهور ضد نابونيد ولإضفاء الشرعية على غزو كورش لبابل. فيما يتعلق بادعائها بأن بابل سقطت بيد الميديين والفرس دون معارضة، يكتب الخَبير التاريخي براينت، «يبدو أنه من غير المحتمل ظاهريًا أن بابل قد سقطت دون مقاومة»، ويلاحظ الخَبير التاريخي ميخالوفسكي، «ليس هناك دليل معاصر يدعم هذا الدعاء المشبوه.» وبالمثل، فإن حوليات نابونيد عبارة عن إعادة صياغة للتاريخ من قبل البلاط الفارسي يزعم أنها نص من نابونيد. الجزء الأول يتعلق بالأحداث التي يمكن التحقق منها من مصادر أخرى؛ إلا أن الجزء الأخير له خصوصيته عند التعامل مع السنة السابعة عشرة لنابونيد، لا سيما الإطراء على قوروش، بأن رحب به شعب بابل من خلال نشر الأغصان الخضراء أمامه.
اقترح الخَبير التاريخي توليني إعادة بناء معقولة لكيفية سقوط بابل. يوضح إيصال أعمال إعادة اصلاح بوابة إنليل إلى أن بابل فُتحت عنوة. يقترح توليني أن يكون جزء من الجيش الفارسي، بقيادة الجنرال جوبارو، قد اخترق بوابة إنليل على الجانب الغربي من نهر الفرات، ثم عبر النهر لأخذ مناطق بابل الشرقية. قد يكون هذا هو مصدر القصة، التي سجلها هيرودوت، بأن الجيش الفارسي دخل بابل على طول مجرى النهر، بعد أن قام بتحويل نهر الفرات. هذا الاستيلاء المفاجئ على بابل يتوافق مع القصة المسجلة في سفر دانيال 5.
ربما يكون توقيت الهجوم قد ساهم في نجاح إستراتيجية أوغبارو. يسجل هيرودوت وكسينوفون وسفر دانيال 5 أن بابل كانت في خضم احتفال في الليلة التي أُخذت فيها. يرد في السجلات البابلية أن بابل قد تم الاستيلاء عليه في السادس عشر من شهر تشريتو Tašritu، في الليلة السابقة لمهرجان أكيتو في يوم احتفال على شرف سين، إله القمر.

سيروبيديا Cyropaedia، وهي قصة تاريخية قد تحتوي على نواة تاريخية، فيها محتوى كما وصفه كسينوفون الذي كان في بلاد فارس كواحد من الجنود اليونانيين الـ «عشرة آلاف» الذين قاتلوا في الجانب الخاسر في حرب أهلية فارسية، هي أحداث رواها في كتابه اناباسيس Anabasis. من الممكن أيضًا أن القصص نُسجت حول كورش (وزوقت) من قبل مجتمع البلاط الفارسي وأن هذه هي أساس نص كسينوفون. هيرودوت، رغم أنه كتب بعد فترة طويلة من الأحداث، وسافر في بلاد ما بين النهرين وتحدث إلى البابليين. في كوروبيديا (7.5.20–33)، يقول كسينوفون، بالاتفاق مع هيرودوت (I.292)، أن الجيش الميدي والفارسي المشترك دخل المدينة عبر قناة نهر الفرات، حيث تم تحويل النهر إلى خنادق أمر كورش بحفره للغزو، وأن المدينة كانت غير مهيأة بسبب مهرجان كبير كان يجري الاحتفال به. تصف كوروبيديا (7.5.26–35) الاستيلاء على بابل على يد غوبريس، الذي قاد مفرزة من الرجال إلى العاصمة وقتل ملك بابل. في 7.5.25، يشير غوبريس إلى أن «هذه المدينة بأكملها مُسلَّمة ليلاً»، بما في ذلك الحراس إلى حد ما. أولئك الذين عارضوا القوى تحت قيادة غوبريس تم إسقاطهم، بمن فيهم أولئك الذين كانوا خارج قاعة المأدبة. يوصف الاستيلاء على المدينة، وذبح الملك ابن ملك (4.6.3)، في كوروبيديا (7: 5.26-30) على النحو التالي: 
 يورد كلا من كسينوفون وسفر دانبال 5 نهاية بلشاصر في الليلة التي تم فيها الاستيلاء على المدينة. يوافق كل من كسينوفون وهيرودوت ودانيال على أن المدينة قد تم مباغتتها، في وقت الاحتفال، وخسرت بعض الأرواح (ولك نعلى ما يبدو ليس الكثير). تنص كوروبيديا (4.6.3) على أن الأب والابن كانا يسودان على بابل عندما سقطت المدينة، وأن الحاكم الأصغر قُتل. لا تذكر كوروبيديا أيًا من الملكين، وكان صمت المصادر الكلاسيكية الأخرى فيما يتعلق بلشاصر قد شكك في تاريخية إشارة دانيال إلى بلشاصر كملك قُتل، حتى تم العثور على أدلة مسمارية تثبت وجود بلشاصر كحاكم في بابل.  
وجدت بابل نفسها تحت الحكم الأجنبي لأول مرة. ووضع نظام حكم جديد وأستحدثت الدولة الفارسية متعددة الجنسيات. وصل نظام الحكم هذا إلى ذروته بعد فتح مصر من قِبل قمبيز الثاني في عهد دارا الأول، وبعد ذلك وطد أساسه الإيديولوجي في نقوش الملوك الفارسيين.

## التناخ

### سفر اشعياء

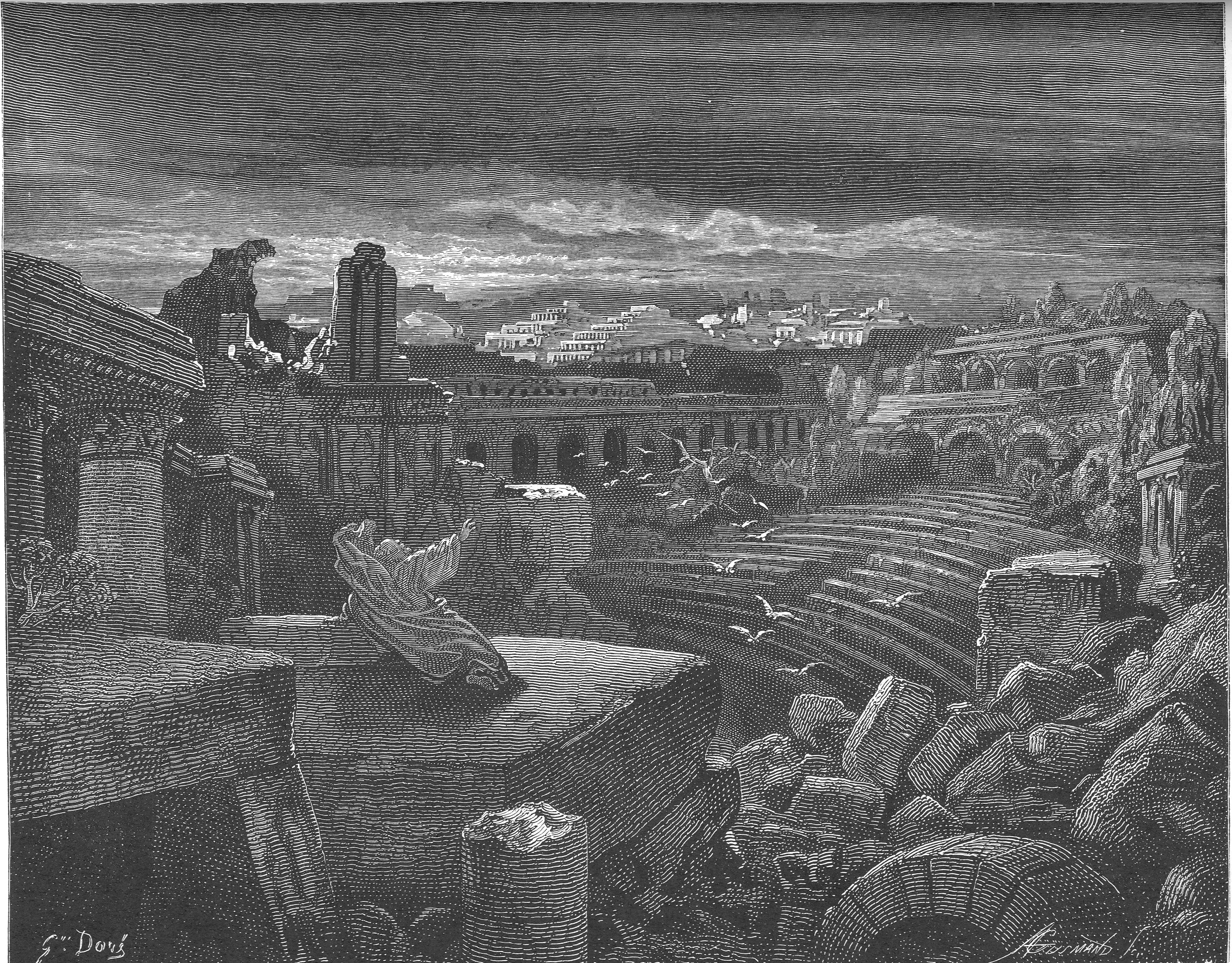
نقش رؤية أشعيا فيما يتعلق بتدمير بابل. غوستاف دوريه

فتح القدس من قبل الإمبراطورية البابلية الحديثة ونفي النخبة في عام 586 قبل الميلاد قاد في المرحلة التالية إلى تشكيل سفر أشعيا. يخاطب أشعياء (الجزء الثاني) اليهود في المنفى، ويعرض عليهم الأمل في العودة. كانت هذه هي فترة صعود بلاد فارس في عهد ملكها كورش الكبير - في عام 559 قبل الميلاد، خلف والده كحاكم لمملكة تابعة صغيرة في شرق إيران الحديث، بحلول عام 540 حكم إمبراطورية تمتد من البحر الأبيض المتوسط إلى آسيا الوسطى، وفي عام 539 غزا بابل. تنبؤات أشعيا (الجزء الثاني) عن السقوط الوشيك لبابل وتمجيده لكورش كخلاص لليهود، تؤرخ نبوءاته إلى 550-539 قبل الميلاد، وربما في نهاية هذه الفترة.

### سفر دانيال
يحكي سفر دانيال الإصحاح 5 الليلة الأخيرة لبلشاصر، قبل الغزو الفارسي. في القصة، يولم بلشاصر وليمة، أراد خلالها بلشاصر لضيوفه أن يشربوا بكنوز المعبد من اورشليم بينما يمتدحون الآلهة البابلية. ثم يرى يد تكتب على جدار القصر. دانييل مدعو لتفسير الكتابة بعد أن فشل رجال بلشاصر الحكماء. قتل بلشاصر وأصبح دارا الميدي ملكًا (سفر دانيال 5: 30- 31)

## الحواشي
1. ↑  
Roux 1992, pp. 381–382
Oates 1986, pp. 134–135.
2. 1 2  Tolini، Gauthier (2005). "Quelques elements concernant la prise de Babylone par Cyrus". ARTA.
3. ↑  Oates, 1986, p.132
4. ↑  John Haywood, The Penguin Historical Atlas of Ancient Civilizations, Penguin Books Ltd. London, 2005, p.49
5. ↑  Georges Roux, Ancient Iraq, 3rd ed., Penguin Books, London, 1991, p.381-382
6. ↑  Oates, 1986, p.134-135
7. ↑  A.T. Olmstead, History of the Persian Empire, Univ. of Chicago Press, 1948, p.38
8. ↑  Oates, 1986, p.133
9. ↑  Histories I.191; Cyropaedia VI.5.15–16;Gaston 2009.
10. ↑  Harper's Bible Dictionary, ed. by Achtemeier, etc., Harper & Row, San Francisco, 1985, p.103
11. ↑  Isaiah 45 | Biblegateway.com نسخة محفوظة 21 يوليو 2019 على موقع واي باك مشين.
12. ↑  Bright, 1959, p.342-396
13. ↑  Bright, 1959, p.351-354
14. ↑  Bright, 1959, p.361
15. ↑  Josephus, The New Complete Works, translated by William Whiston, Kregel Publications, 1999, "Antiquites" Book 11:6, p.374
16. ↑  Georges Roux, Ancient Iraq, 3rd ed., Penguin Books, London, 1991, p.382
17. ↑  IsIAO، edited by A. Panaino; G. Pettinato. With the collaboration of G. P. Basello; A. Piras. Università di Bologna & (2002). Ideologies as intercultural phenomena : proceedings of the Third Annual Symposium of the Assyrian and Babylonian Intellectual Heritage Project; held in Chicago, USA, October 27–31, 2000; [Melammu symposia, vol. III]. Milano: Ed. Mimesis. ص. 144, 149–150. ISBN:8884831075. {{استشهاد بكتاب}}: |الأول= باسم عام (مساعدة)صيانة الاستشهاد: أسماء متعددة: قائمة المؤلفين (link)
18. ↑  Paul-Alain Bealieu, The Reign of Nabonidus, King of Babylon 556–339 B.C. (New Haven CT: Yale Univ. Press, 1989), p. 143.
19. ↑  Pierre Briant, From Cyrus to Alexander: A History of the Persian Empire, trans. Peter T. Daniels (Winona Lake IN: Eisenbrauns, 2002), pp. 41-43).
20. ↑  A. Kuhrt, "The Cyrus Cylinder and Achaeminid Imperial Policy" in Journal for the Study of the Old Testament 25 (1983) pp. 83-94.
21. ↑  Yamauchi، Edwin M. (1990). Persia and the Bible. Grand Rapids: Baker. ص. 88. {{استشهاد بكتاب}}: تحقق من التاريخ في: |سنة= لا يطابق |تاريخ= (مساعدة)
22. ↑  Pierre Briant, From Cyrus to Alexander: A History of the Persian Empire tr. Peter T. Daniels (Winona Lake IN: Eisenbrauns, 2002), p. 41.
23. ↑  Bill T. Arnold and Piotr Michalowski, "Achaemenid Period Historical Texts concerning Mesopotamia," in The Ancient Near East: Historical Sources in Translation, Mark W. Chavals ed.. Malden MA: Blackwell, 2006, p. 12.
24. ↑  Pritchard, ed.، James B. (1969). Ancient Near Eastern Texts Relating to the Old Testament (ط. 3rd). Princeton: Princeton Univ. Press. ص. 306b. {{استشهاد بكتاب}}: |مؤلف1= باسم عام (مساعدة)
25. ↑  Gaston، Thomas (2009). Historical Issues in the Book of Daniel. Oxford: Taanathshiloh. ص. 86–105. ISBN:978-0-9561540-0-2.
26. ↑  Wolters، A (1995). "Belshazzar's Feast and the Cult of the Moon God Sin". Bulletin for Biblical Research. ج. 4: 199–206.
27. ↑  Hirsch، Steven W. (1985). The Friendship of the Barbarians: Xenophon and the Persian Empire. Hanover and London. ص. 76–84, 88.{{استشهاد بكتاب}}:  صيانة الاستشهاد: مكان بدون ناشر (link)
28. ↑  In Cyropaedia 7, Xenophon says that Gobryas (Greek: Ugbaru) was a governor of جوتي. This captor is not found in Herodotus, however the name was verified when the Cyrus Cylinder]was translated, naming Gubaru as the leader of the forces that captured Babylon.
29. ↑  Translation is that of Henry Graham Dakyns, available online نسخة محفوظة 28 يونيو 2019 على موقع واي باك مشين.
30. ↑  Gaston، Thomas (2009). Historical Issues in the Book of Daniel. Oxford: Taanathshiloh. ص. 81–84. ISBN:978-0-9561540-0-2.
31. ↑  Melammu Symposia Vol.3, Ideologies, p.143
32. ↑  Barker.
33. 1 2  Whybray 2004.